# هيكل (أحياء)

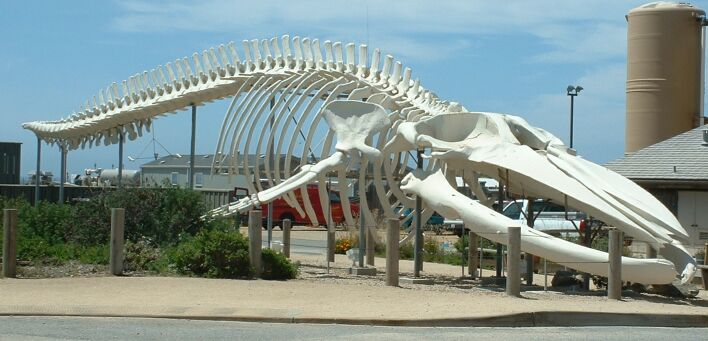
الهيكل العظمي لحوت أزرق

الهيكل العظمي أو الجهاز الهيكلي هو جزء من تكوين أجسام الكائنات الحية الراقية كالثديات والطيور والكثير من أنواع الأسماك. مهمة الهيكل العظمي لدى الحيوانات التي لديها هياكل عظمية هو الدعم والحماية، فهو يشكل الجزء الأكثر صلابة من أجسامها وبالتالي يقوم بدعم الجسم ويحمل أجزاءه المختلفة ويحافظ على الشكل العام لأجسامها، كما يقوم بدور الحماية للأجزاء الحساسة، ومن الأمثلة على الجهاز الهيكلي عظام الجسم البشري وأصداف الكائنات البحرية، ومثال على دور الحماية الذي يقوم به الجهاز الهيكلي الجمجمة التي تحمي الدماغ والعمود الفقري الذي يحمي الحبل الشوكي والقفص الصدري الذي يحمي الأجزاء الداخلية من الصدر كالقلب والرئتين.
تسمى المنطقة التي تتصل عظام الهيكل العظمي معاً عندها بالمفاصل، وللمفاصل نوعان هما:
- المفاصل المتحركة.
- المفاصل الثابتة.. هذه البنية تسمح للكائن الحي متعدد الخلايا لحماية أجهزته وللبقاء على شكل معين على الرغم من قوة الجاذبية الأرضية. هناك نوعان رئيسيان من الهياكل العظمية: الهيكل الخارجي لسطح الجسم، وهيكل داخلي، داخل الجسم.

يكون الهيكل خارجيا في بعض اللافقاريات، مثل الرخويات والمفصليات. أما لدى الفقاريات، يكون الهيكل العظمي داخليا، حيث يتكون من مجموعة من العظام والغضاريف، مدعما بالمفاصل ومدعوما من عضلات الهيكل العظمي. المستمدة من الأديم المتوسط الجنيني، والهيكل العظمي هو الابتكار في قاعدة تطور الفقاريات. على عكس الهيكل الخارجي الذي يميل للحد من حجم الكائن الحي. الهيكل العظمي الداخلي يسمح الجسم للوصول إلى حجم معتبر.
شكل الهيكل العظمي مع الجهاز العضلي وجزء من الجهاز العصبي، والجهاز العضلي الهيكلي.
في علم الاحياء، الهيكل Skeleton أو الجهاز الهيكلي هو الجهاز الذي يؤمن تدعيم فيزيائي لكامل الجسم الحي. (يمدد هذا التعريف إلى الأشياء غير الحية التي تحتاج لدعامات مثل المباني والجسور.)

## أنواع الهياكل العظمية
هناك نوعان رئيسيان من الهياكل العظمية: الصلبة والسائلة، والهياكل الصلبة يُمكن أن تكون داخلية وتُسمى «الهيكل الداخلي»، وقد تكون خارجية وتُسمى «الهيكل الخارجي». ويُمكن تصنيفها أيضًا من حيث المرونة (مرنة/ متحركة) أو (صلبة/غير متحركة). بينما الهياكل السائلة دائمًا ما تكون داخلية.

### الهيكل الخارجي
يكون الهيكل الخارجي من الخارج، ويتواجد في عديد من اللافقاريات حيث تحيط وتحمي الأنسجة الرخوة وأعضاء الجسم، ويحدث لبعض أنواع الهياكل الخارجية انسلاخ بصورة دورية أو تبديل للجلد أثناء نمو الحيوان كما يحدث في العديد من المفصليات وتشمل الحشريات والقشريات.
والهيكل الخارجي للحشرات ليس نوع من أنواع الحماية وحسب، بل يُعد كمثابة السطح الذي يربط العضلات، ووسيلة حماية تمنع تسرب المياه لتحمي من الجفاف، وعضو الإحساس الذي يتعامل مع البيئة. وتقوم قشرة الرخويات بأداء جميع هذه الوظائف أيضًا باستثناء أنها لا تحتوي على أعضاء للإحساس.
يُمكن أن يكون الهيكل العظمي الخارجي وزنه ثقيل للغاية مقارنة بالكتلة الكلية للحيوان، لذا على الأرض عادة ما تكون الكائنات الحية التي تملك هيكل خارجي صغيرة نسبيًا، بينما يُمكن للحيوانات المائية تحمل الهيكل الخارجي، لأن الوزن يقل تحت الماء، ومثال على ذلكَ: بطلينوس العملاق الجنوبي، وهو نوع من أنواع البطلينوس كبير للحجم للغاية ويتواجد في المياه المالحة للمحيط الهادي ويمتلك صدفة ضخمة الحجم والوزن ويُصنف أنه حلزون بحري يمتلك صدفة كبيرة للغاية.

### الهيكل الداخلي
الهيكل الداخلي هو التكوين الداخلي الداعم للحيوان، ويتكون من أنسجة معدنية وهو مثالي للفقاريات، وتختلف الهياكل الداخلية في تعقيدها حيث تكون وظيفتها إما الدعم وحسب (كما في حالة الإسفنجيات)، أو تكون موقع لارتباط العضلات وآلية لنقل القوى العضلية.
وينشأ الهيكل الداخلي من نسيج أديم متوسط ومثال على ذلكَ الهيكل المتواجد في شوكيات الجلد والحبليات.

### الهيكل المرن
الهياكل العظمية المرنة قادرة على الحركة، ولذا حينما يُضغط على الهيكل العظمي يحدث تغير في شكله وبعد ذلكَ يعود لشكله الأصلي. وهذا النوع من الهياكل العظيمة المرنة مفيدة وذلكَ لأن الانقباض العضلي فقط هو المطلوب لأجل ثني الهيكل العظمي وعند إرتخاء العضلات يعود الهيكل العظمي لشكله الطبيعي. ويتواجد هذا النوع من الهياكل العظمية المرنة في بعض اللافقاريات مثل المفصل ذو الصمامين للقشريات.
قد يكون الغضروف هو أحد المواد المكونة للهياكل المرنة، ولكن معظم الهياكل المرنة تتكون من مزيج من البروتينات والسكريات والماء.
وللحصول على تركيب أو حماية إضافية، قد تُدعم الهياكل اللينة بهياكل صلبة، وعادة ما تعيش الكائنات الحية التي تملك هياكل عظمية مرنة تحت الماء، وهذا يدعم بنية الجسد في غياب الهياكل العظمية الصلبة.

### الهيكل الصلب
الهياكل العظمية الصلبة غير قادرة على الحركة عند الضغط عليها، توفر نظام دعم قوي في الحيوانات البرية، وعادة ما يتواجد هذا النوع من الهياكل العظمية في الحيوانات المائية لأجل الحماية (مثال: القواقع)، أو الحيوانات سريعة الحركة والتي تحتاج إلى دعم إضافي من الجهاز العضلي للسباحة في الماء.
تتكون الهياكل العظمية العصلبة من مواد تتضمن الكايتين (كما متواجد في مفصليات الأرجل)، ومركبات الكالسيوم مثل كربونات الكالسيوم (مثل المتواجدة في الشعب المرجانية والرخويات الصخرية)، ومركبات السيليكات (وهي متواجدة في أنواع من الطحالب مثل الدياتوم، وأنواع من الكائنات الأولية مثل الشعوعيات).

### الهيكل الخلوي
تُستخدم الهياكل الخلوية لتحقيق الاستقرار والحفاظ على شكل الخلايا، وهي بنية حركية تحافظ على شكل وحماية الخلية وتُمكن بعض الخلايا من الحركة باستخدام الأسواط أو الأهداب أو الأرجل الدقيقة، بالإضافة أنها تلعب أدوارًا هامة في كل من النقل داخل الخلايا (مثال: حركة الحويصلات والعضيات)، وأخيرًا تُساعد في إنقسام الخلية.

### الهيكل المائع

#### الهيكل الهيدروستاتيكي
الهيكل العظمي الهيدروستاتيكي هو عبارة عن هيكل من الأنسجة الرخوة شبه صلبة ممتلئة بسائل تحت ضغط، وتحيط بها العضلات، حيث تسمح العضلات الطولية والدائرية حول أجسامهم بالحركة بالتناوب ما بين التمدد والانقباض، والمثال المنتشر المتواجد به هذا النوع من الهياكل هي دودة الأرض.

## أجزاء الهيكل العظمي

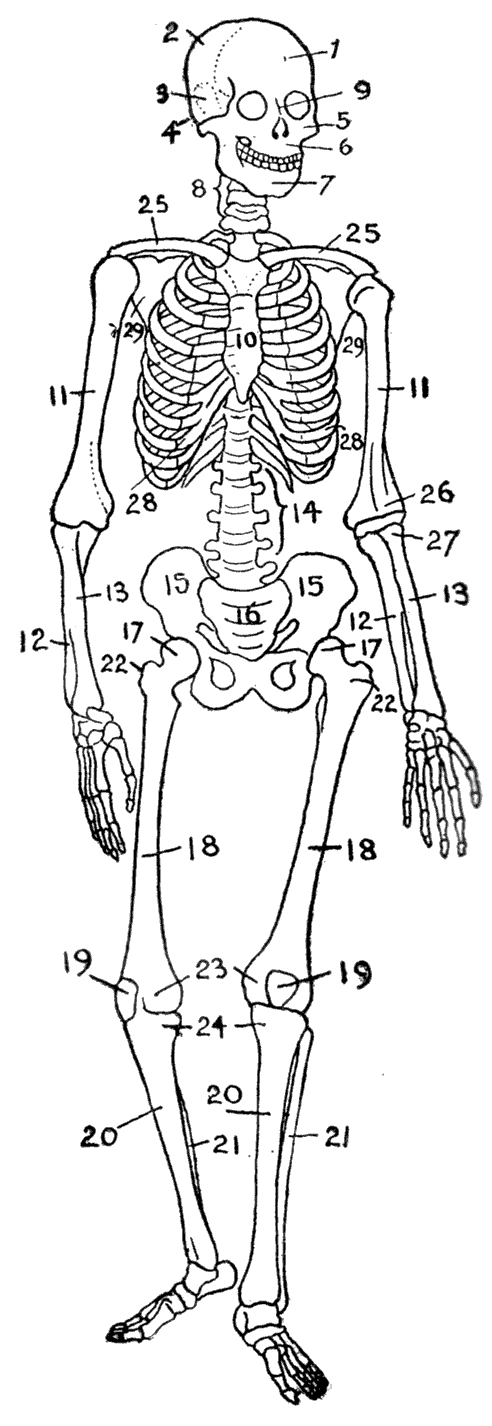
A هيكل عظمي بشري

### العظم
العظام هي أعضاء صلبة تشكل جزءًا من الهيكل الداخلي للفقاريات، وتعمل على تحريك ودعم وحماية أجزاء الجسم المختلفة، وإنتاج خلايا الدم الحمراء والبيضاء وتخزين المعادن.
ويُعد نسيج العظام نوع من الأنسجة الضامة الكثيفة، حيث تتواجد أنواع متنوعة من العظام ذات هيكل داخلي وخارجي معقد كما أنها خفيفة الوزن، ورغم ذلكَ فهي قوية وصلبة.
أحد أنواع الأنسجة التي يتكون منها نسيج العظام هو النسيج المعدني وهذا يعطي الصلابة وبنية داخلية ثلاثية الأبعاد تشبه قرص العسل، بينما أنواع الأنسجة الآخرى التي توجد في العظام تشمل النخاع، وبطانة العظم والغشاء الخارجي «السمحاق» والأعصاب والأوعية الدموية والغضاريف.

### الغضروف
خلال التطور الجنيني يكون المركب الأولي هو الغضروف والذي يتطور بعد ذلكَ إلى عظم حينما تتشكل العضلات حوله، الغضروف هو نسيج ضام صلب غير مرن توجد في العديد من المناطق التي تتضمن المفاصل المتواجدة بين العظام، والقفص الصدري، والأذن، والأنف، والمرفق، والركبة، والكاحل، وأنابيب الشعب الهوائية، والأقراص المتواجدة بين الفقرات، ولا تكون صلبة وقاسية مثل العظام ولكنها أكثر صلابة وأقل مرونة من العضلات.
يتكون الغضروف من خلايا متخصصة تُسمى الخلايا الغضروفية والتي تنتج كمية كبيرة من المادة الخلالية التي تتكون من النوع الثاني من ألياف الكولاجين ما عدا الغضروف الليفي الذي يحتوي على النوع الأول من ألياف الكولاجين والمادة الأساسية الوفيرة الغنية بمادة البروتيوغليكان وكذلكَ ألياف الإيلاستين.
ويصنف الغضروف إلى ثلاثة أنواع: الغضروف المرن، والغضروف الزجاجي «الهياليني»، والغضروف الليفي.

## وظائف الهيكل العظمي
يقوم الهيكل العظمي بعدد من الوظائف الهامة للجسم منها:
1. حماية أعضاء الجسم الهامة مثل القلب والدماغ.
2. تدعيم الجسم، وإعطاءه الشكل العام.
3. يساعد على حركة الجسم، لارتباطه بالعضلات ووجود المفاصل بين العظام.
4. تشكيل خلايا الدم الحمراء في نخاع العظم الأحمر.
5. مركز لتخزين الدهون في نخاع العظم الأصفر.

## سلامة العظام
تتغير بنية العظام باستمرار حيث ينقل الدم منها مواد تستخدمها الأجهزة الأخرى من الجسم ويقوم بتعويضها مما نأكله ومما يتكون في أجسامنا من فيتامينات . ويعمل الجسم على الاحتفاظ بصلابة العظام، فعملية أخذ مواد من العظام وتعويضها هي عملية مستمرة ولا تهدأ العظام في هذا النشاط.
ولكن مع حلول أواسط العمر يبدأ استبدال المواد في العظام في الانخفاض، ابتداء من سن الأربعين، حيث تبدأ كتلة العظم تقل سنويا بمعدل 1 %.وعلى الأخص بالنسبة للنساء بعد حلول فترة العقم حيث تقل افراز هرمون الأستروجين، فتقل كثافة العظام عند المرأة في الستينيات من عمرها إلى حد حرج . وتصبح العظام مهددة بالانكسار وخصوصا فقرات العمود الفقري أو احساس المرأة بآلام . وبالنسبة للرجال أيضا تقل كثافة العظام مع زيادة السن بسبب انخفاض هرمون الرجولة تستوستيرون في الكبر.
تساعد الحركة والرياضة بالإضافة إلى حصول الجسم على كمية كالسيوم عن طريق الغذاء بمعدل 1 جرام في اليوم . ويساعد الكالسيوم على تكوين العظام فيتامين دي . والحركة الجسدية هامة في هذا المجال، وهو تشغيل العضلات والمشي والجري ونط الحبل أو حمل أثقال صغيرة، إذ أن تشغيل العضلات ينشط مرور الدم في العضلات وفي الأوتار الرابطة وبالتالي تنشط تكوين العظام .
يوجد الكالسيوم في كثير من الأطعمة ويحتاج جسم الإنسان الناضج منه 1 جرام/اليوم . يوجد الكالسيوم في اللبن والجبن وفي الكرنب والبروكولي وفي اللوز، كما يوجد في المياه المعدنية.
يساعد فيتامين D الكالسيوم في بناء العظام، وينظم فيتامين دي انتقاء الكالسيوم من الأمعاء. لذلك تهدد قلة فيتامين دي بهشاشة العظام وتعرضها للانكسار بسهولة . التعرض للشمس يساعد على تكوين فيتامين دي، فلا نجد من هو فقير في فيتامين دي في مناطق معيشتنا في الشرق الأوسط حيث الشمس تكاد تكون موجودة باستمرار.
أما العلاج بإعطاء هرمون الأستروجين فقد بينت الدراسات أنها غير مجدية إذ يزيد هرمون الإستروجين من احتمال التعرض بالإصابة بمرض السرطان.

## اقرأ أيضا
- تخلخل العظام
- هيكل عظمي بشري